# Labské rameno Votoka
Labské rameno Votoka je přírodní památka ev. č. 678 východně od obce Řečany nad Labem v okrese Pardubice. Oblast spravuje Agentura ochrany přírody a krajiny ČR.

## Důvod ochrany
Důvodem ochrany je zachování význačného geomorfologického prvku – slepého ramene Labe s významnými rostlinnými společenstvy a živočichy.

## Poloha
Rameno Votoka se nachází na levém břehu současného toku Labe východně od místní části Řečan nad Labem Labětína. Jižně do něj prochází železniční trať Kolín – Česká Třebová. Východní část ramene je přístupná po polní cestě, která má počátek u železničního přejezdu na silnici Labětín - Lhota pod Přeloučí a vede k dnes již nefunkční čerpací stanici na labskou závlahovou vodu. Západní část je dostupná po cestě vycházející z Labětína a přimykající se k toku Labe. Turistická trasa prostorem přírodní památky není vedena žádná. Severní okraje památky jsou poněkud narušeny existencí mohutných stožárů vedení vysokého napětí 35 kV spojujícím rozvodny Krakovany a Žichlínek.

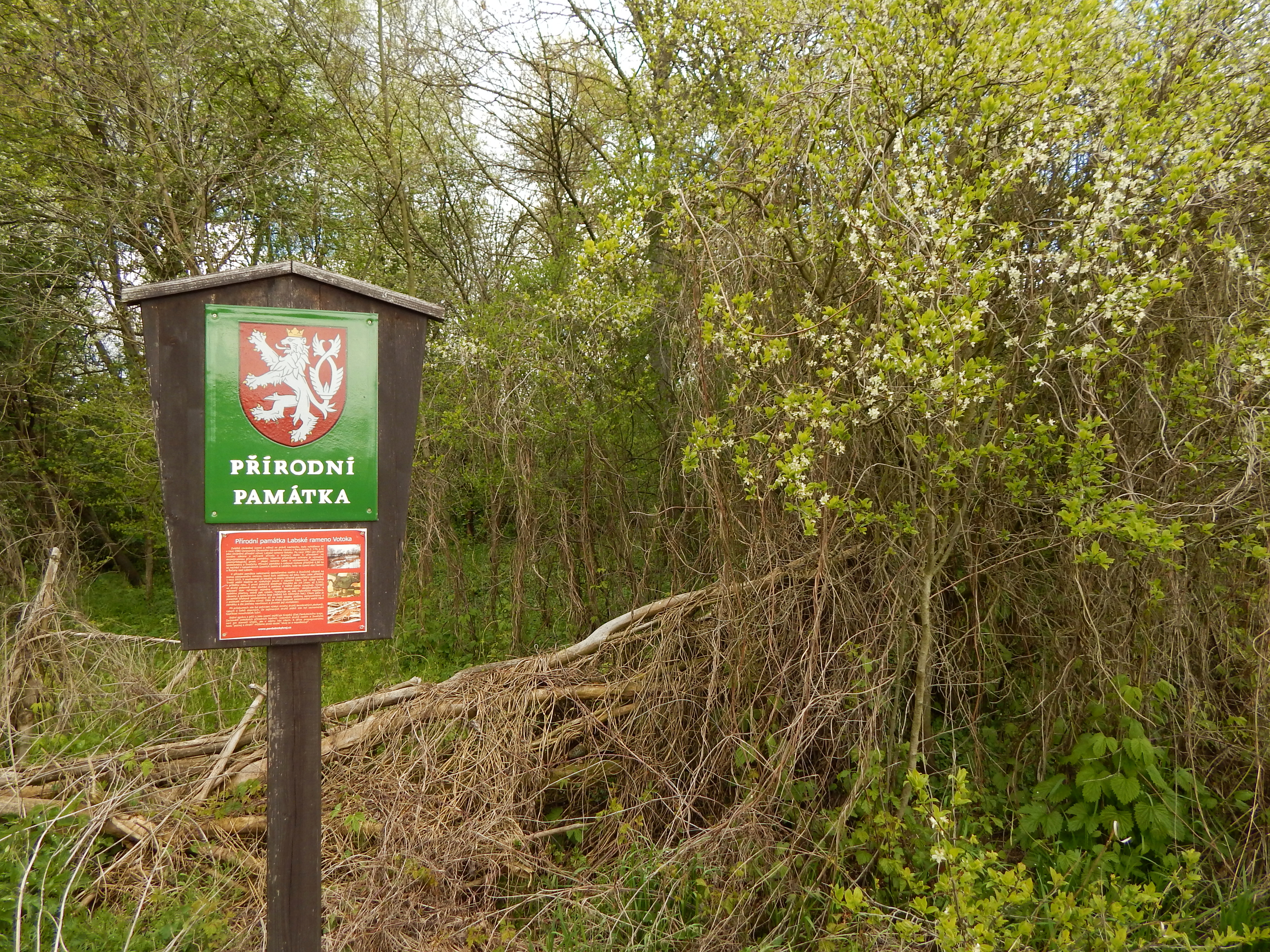
Označení přírodní památky.
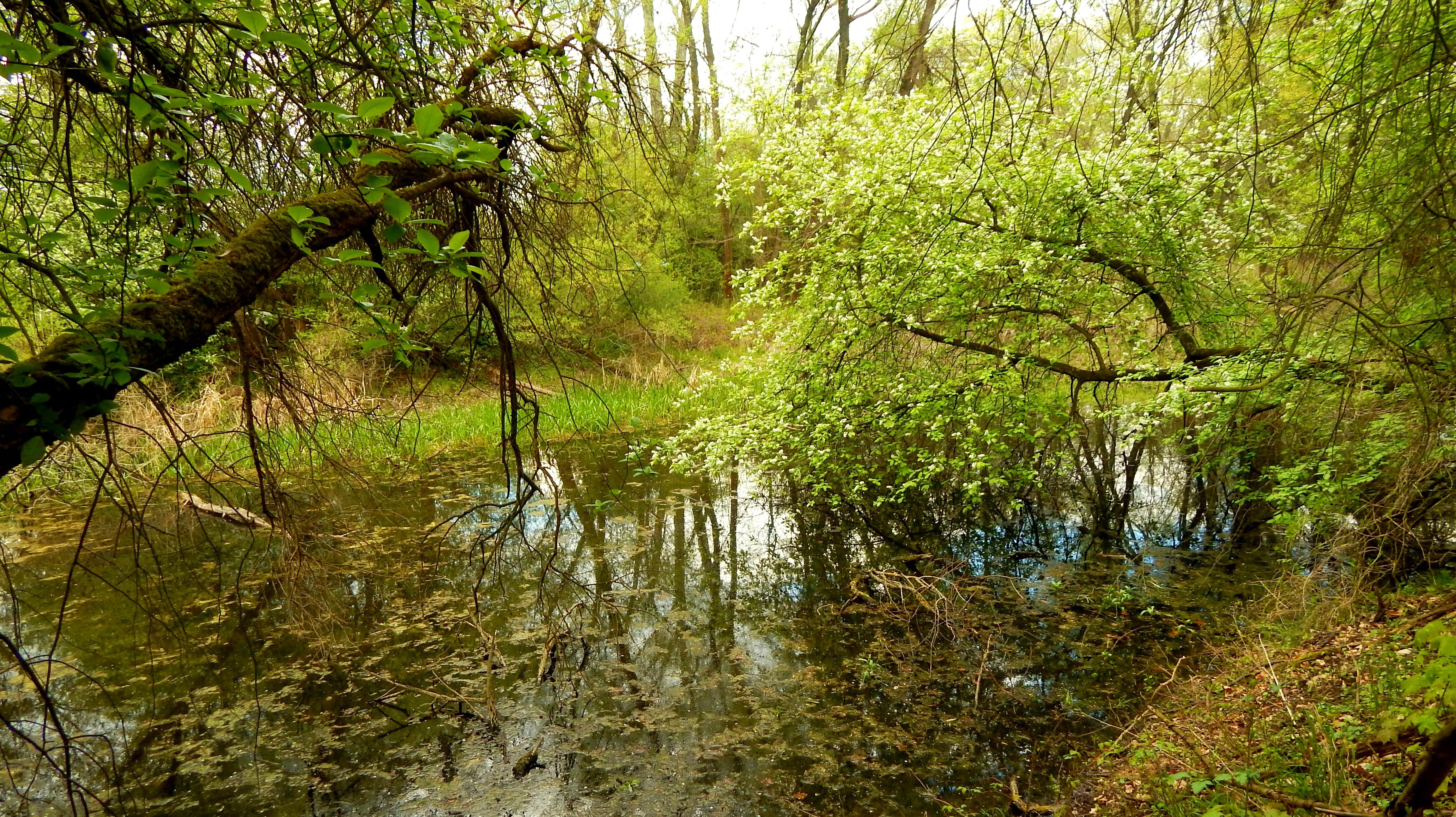
Labské rameno 28.4.2016